# Vapor Ros
El Vapor Ros és un antic edifici industrial del centre de Terrassa, protegit com a bé cultural d'interès local.

## Situació
És situat a la part sud de l'interior d'una gran illa de cases delimitada al nord pel carrer de la Font Vella; a l'oest pel carrer de l'Església (on hi ha la Casa Mariano Ros, residència dels propietaris del vapor contigu); al sud pel carrer del Portal Nou (de les naus del qual l'edifici està separat per un passatge estret, i on el Vapor Ros hi té una entrada secundària, al número 9 del carrer, al costat de la Casa Mariano Ros); i a l'est pels carrers del Racó (on té l'entrada principal) i del Puig Novell.

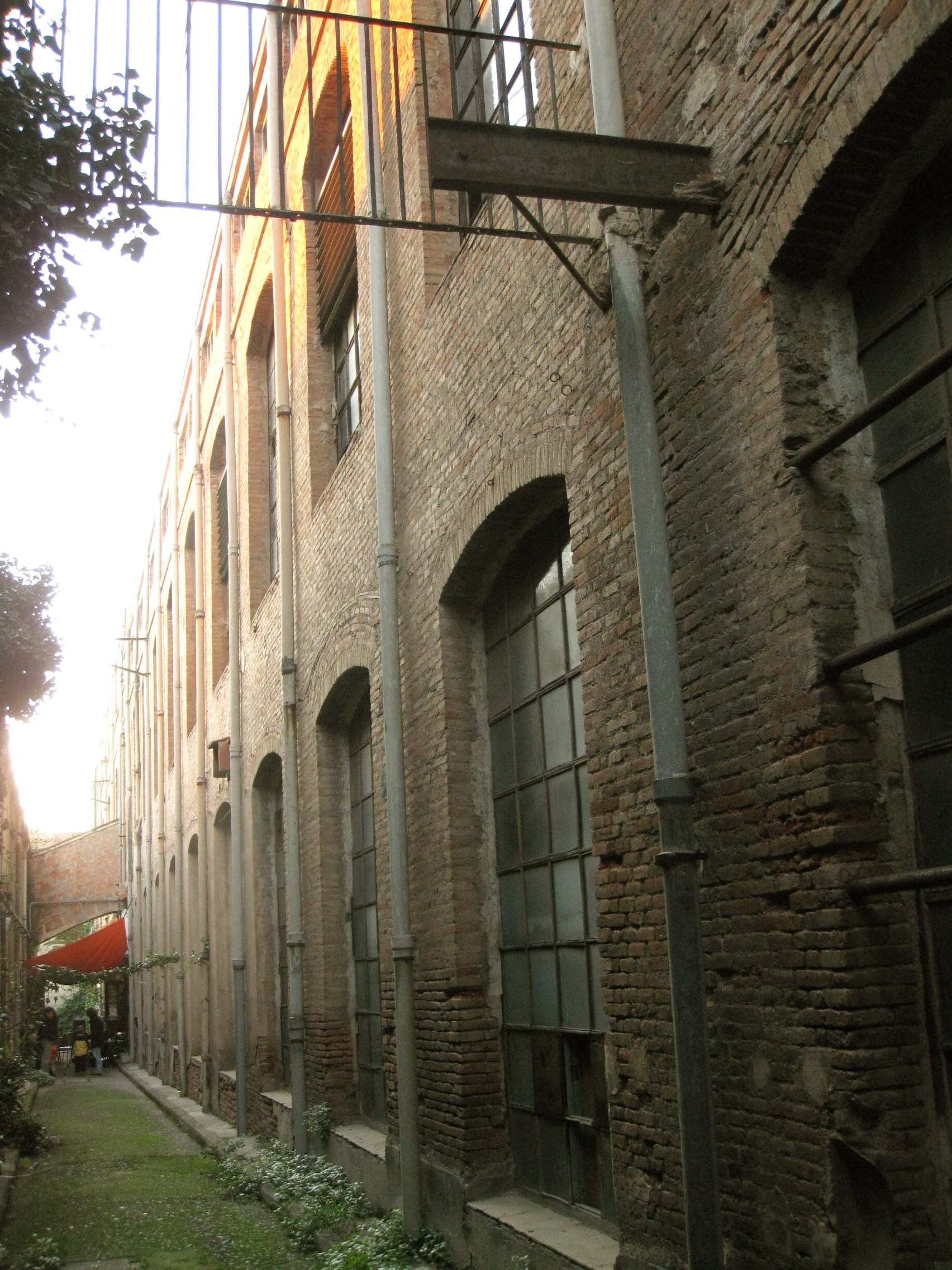
Passatge al sud de la nau

## Descripció
És una nau situada a l'interior del que fou un conjunt fabril. És de planta gairebé rectangular, formada per semisoterrani, planta baixa i pis. Les façanes són de maó vist, amb obertures d'arc escarser distribuïdes regularment. A la planta baixa hi ha dues fileres de pilars de ferro fos que serveixen de suport de les bigues de ferro i les voltes de maó atirantades. Tot i haver sofert modificacions, el conjunt manté encara el seu interès tipològic.

## Història
El Vapor Ros és un dels conjunts fabrils bastits durant la segona meitat del segle xix per la Mina Pública d'Aigües de Terrassa. Posteriorment s'hi van realitzar obres d'ampliació i fou dedicat a la indústria tèxtil. La nau fou bastida per l'arquitecte Lluís Muncunill i data del 1907. Un cop acabat el seu ús industrial, actualment els diferents ambients en què ha estat dividida interiorment tenen destinacions diverses, com ara gimnàs, restaurant o taller de cuina.